# Scopula flaccidaria
Scopula flaccidaria là một loài bướm đêm trong họ Geometridae.